# Stadion Miejski w Kratowie
Stadion Miejski w Kratowie (mac. Градски стадион Кратово) – wielofunkcyjny stadion znajdujący się w mieście Kratowo w Macedonii Północnej. Na tym stadionie swoje mecze rozgrywa drużyna piłkarska Siłeks Kratowo. Stadion może pomieścić 3000 widzów, miejsc siedzących jest 2500.